# S/y Aurora
SY Aurora – jacht zbudowany w stoczni George Lawley & Sons w 1938 roku, w Bostonie.

## Historia i rejsy
Slup klasy weekender o długości 35 stóp został zaprojektowany przez biuro projektowe konstrukcji jachtowych  Sparkman & Stephens w Nowym Jorku, prowadzonym przez braci Olina i Roda Stephens. Projektanci zasłynęli z konstrukcji wielu jachtów oceanicznych, które brały udział w regatach o Puchar Ameryki, jak również w regatach Fastnet. 
Krzysztof Czerwionka z Wejherowa jachtem s/y Aurora przepłynął samotnie Atlantyk w 1993. Zimową pora 1993/1994 kontynuując rejs do Polski przepłynął Morze Północne i Morze Bałtyckie. Do Gdyni przypłynął 21 stycznia 1994.